# Sabbac
Sabbac es el nombre de tres supervillanos que aparecen en los cómics estadounidenses publicados por DC Comics. La mayoría de las representaciones de encarnaciones de Sabbac van como "contrapartes" más oscuras de la Familia Marvel/Shazam o son asociados de Black Adam y los Siete Pecados Mortales.
La versión de Ishmael Gregor del personaje hizo su debut en vivo en la serie de televisión Arrow, interpretado por David Meunier. La versión de Ishmael Gregor aparece en la película de DC Extended Universe Black Adam (2022), interpretado por Marwan Kenzari.

## Historial de publicaciones
El Sabbac original debutó en Captain Marvel Jr. #4 (febrero de 1943), creado por Otto Binder y Al Carreno como enemigo de Capitán Marvel Jr.
Una nueva versión fue creado por Judd Winick y Tom Raney crearon como némesis tanto para Junior como para el equipo de superhéroes de Outsiders.
Se introdujo una tercera versión en Justice League # 21 (agosto de 2013) y fue creada por Geoff Johns y Gary Frank.

## Biografía ficticia

### Timothy Karnes
El Sabbac original se representa como un "oscuro opuesto" a los Marvel, similar al enemigo del Capitán Marvel, Ibac, que extrae sus poderes de cuatro villanos históricos. Las fuerzas oscuras del infierno le dieron al humano Timothy Karnes (alternativamente escrito como Barnes) el poder de convertirse en un ser con poderes para rivalizar con el Capitán Marvel. Para acceder a este poder, todo lo que Karnes tiene que hacer es decir la palabra mágica "Sabbac", y un rayo negro mágico golpea desde el inframundo y lo transforma en un demonio musculoso con súper fuerza, súper velocidad, vuelo, aliento de fuego, y la capacidad de emitir ráfagas de fuego desde las palmas de sus manos. Sus poderes coinciden con los de las Maravillas. Al igual que la palabra mágica Shazam del Capitán Marvel, la palabra Sabbac es un acrónimo para los seis seres que dan poder a Sabbac: los demonios Satanás, Aym, Belial, Belcebú, Asmodeo y Crateis. Se parece a Timothy con túnicas verdes pero con una constitución más musculosa y colmillos en su pronunciada sobremordida. Sabbac era un enemigo del Capitán Marvel Jr. Sabbac apareció en dos números del cómic Golden Age Captain Marvel Jr. (números 4 y 6, ambos de 1943), y en dos números de World's Finest Comics y Adventure Comics durante los primeros años de la década de 1980. Cuando aparece por primera vez, se une a los agentes nazis, se le promete poder sobre Estados Unidos si los ayuda a conquistarlo e intenta destruir las líneas de transporte para aislar el este y el oeste de América del Norte. Sin embargo, mientras continúa luchando contra Jr., los diversos demonios que lo empoderan lo dejan a medida que las cosas se vuelven cada vez más sombrías para el villano, eliminando sus poderes hasta que Satanás lo deja, lo que le permite ser derrotado.
En 2004, Sabbac se introdujo en la continuidad de DC Comics en Outsiders #8, escrito por Judd Winick e ilustrado por Tom Raney. La historia estableció a Timothy Karnes como el ex hermano adoptivo de Freddy Freeman (el alter ego del Capitán Marvel Jr.). Los padres de Freddy, David y Rebecca Freeman, habían acogido a Timothy, pero enviaron al niño a vivir con otra familia cuando la pareja murió en un accidente automovilístico. Timothy se encontraba arrastrado de un hogar adoptivo abusivo a otro, y llegó a odiar y resentir a Freddy Freeman, quien vivió una vida exitosa y relativamente pacífica con su abuelo.
El origen de Sabbac se representó en 2005/2006 Superman/Shazam! Primera miniserie Thunder, escrita por Winick y dibujada por Joshua Middleton. El Dr. Sivana, con la esperanza de encontrar una manera de matar al Capitán Marvel, hace que el sumo sacerdote del Templo de Bagdan secuestre a Timothy, de quien descubren que es descendiente de la línea Bagdan y heredero de los poderes demoníacos de Sabbac. Durante un ritual demoníaco, Timothy se transforma por primera vez en el demonio Sabbac y desafía a Superman y al Capitán Marvel. Marvel derrota a Sabbac después de engañarlo para que diga su nombre (y así hacer que se convierta de nuevo en Timothy).

### Ishmael Gregor
En Outsiders #8-10, Capitán Marvel Jr. y el equipo de Outsiders se enfrentan a una nueva versión más salvaje de Sabbac. Esta versión de Sabbac, que posee poderes demoníacos amplificados y una apariencia de bestia peluda con cuernos en lugar de la forma original más humanoide, es el alter ego de Ishmael Gregor, un inmigrante ruso que se había convertido en un habitante de la ciudad de Nueva York, jefe de la mafia. Gregor codiciaba el poder de Sabbac e hizo que sus hombres encontraran a Timothy Karnes, que había sido encarcelado y le quitaron la laringe para evitar que hablara. Gregor inicia un ritual demoníaco que, según afirma, le permitirá a Karnes acceder a su poder sin necesidad de hablar. El ritual implica el asesinato de todo un autobús de Nueva York lleno de pasajeros. Al final, Gregor mata a Karnes y obtiene el poder de Sabbac para sí mismo.
El segundo Sabbac abre un portal en el patio trasero de una casa de California muy específica. Esto trae una gran cantidad de demonios al mundo. Es desafiado por los Outsiders y el Capitán Marvel Jr. y huye cuando sus demonios son derrotados.
La Sociedad Secreta de Supervillanos envía a Deathstroke el Exterminador a Las Vegas, donde Sabbac se hace cargo de la mafia local. Deathstroke mata al séquito personal de Sabbac y lo convence de que la Sociedad tiene mucho que ofrecer.
Sabbac también trabaja con los Fearsome Five para atacar Alcatraz en San Francisco, ahora una prisión de supervillanos. Están allí con el propósito aparentemente menor de liberar al miembro de FF Mammoth. Durante el ataque, la mágica Roca de la Eternidad explota sobre Gotham City. Los preparativos de Sabbac le permiten absorber el poder sensible de los Siete Pecados Mortales. También crece mucho más. Utiliza 'Lujuria' para derribar a los Cinco, los prisioneros de Alcatraz y la mayoría de los guardias. Utiliza los otros pecados en combate contra los Outsiders. Aparece Donna Troy y los héroes usan la espada mágica Soultaker de Katana para encarcelar al demonio. Desde el interior del Soultaker, Sabbac admite que la Sociedad lo había reclutado para secuestrar al Capitán Marvel Jr. y llevarlo a Lex Luthor.

### Un año después
Un año después, cuando los Outsiders se quedaron sin opciones, Katana convocó a Ishmael del Soultaker para destruir la base del Dr. Sivana.

### 52
En la maxiserie 52, el Capitán Marvel, al borde de la locura por las voces de los Pecados, menciona que Sabbac había intentado un asalto a la Roca de la Eternidad. Más adelante en la serie, Sabbac atacó Boston en Halloween, con la intención de secuestrar niños y sacrificar sus almas al señor demonio Neron, provocando una nueva era de sangre. Sabbac ahora tenía varios pisos de altura, y solo fue detenido gracias a los esfuerzos de la Familia Marvel y la Familia Black Marvel, quienes lo golpean con sus rayos y lo noquean. Luego, los Black Marvels lo trasladan a un lugar desconocido y su popularidad aumentó.

### Sr. Bryer
Después de The New 52 de DC de 2011, se introdujo una nueva versión de Sabbac. Esta versión de Sabbac es un medio demonio y una manifestación física de los Siete Pecados Mortales, que pueden poseer simultáneamente a una persona malvada (en este caso, el Sr. Bryer, un hombre rico que intimida a Billy Batson junto con sus hijos) y transforma a esa persona en un demonio de 50 pies que escupe fuego. Luego, Sabbac atacó el centro de Filadelfia bajo el mando de Black Adam, quien tenía la intención de que el demonio destruyera el mundo para que Adam pudiera rehacerlo a su propia imagen. La Familia Shazam se unió para salvar la ciudad de Sabbac cuando el propio Shazam se enfrentó a Black Adam. Bryer luego es enviado al hospital después de que Sabbac deja su cuerpo.

## Poderes y habilidades
Sabbac tiene una fuerza sobrehumana, agilidad y resistencia. Es capaz de volar a velocidades increíbles y proyectar fuego de su boca y manos. Ahora tiene varios pisos de altura. Esto se logra diciendo Sabbac, que también deshará el cambio.

## En otros medios
- Una variación de Ishmael Gregor aparece en Arrow, interpretado por David Meunier.[9] Esta versión es el Pakhan humano, o jefe, de la rama Solntsevskaya de Bratva que trabaja en secreto para Konstantin Kovar. Después de que Oliver Queen revela la verdadera lealtad de Gregor y provoca una guerra civil dentro de las filas de Bratva, Gregor es asesinado y reemplazado por Anatoly Knyazev.
- La encarnación de Ishmael Gregor de Sabbac aparece en Black Adam (2022), interpretado por Marwan Kenzari.[10] Esta versión es el líder de la rama Kahndaq de Intergang y descendiente del Rey tirano de Kahndaq Ak-Thon (también interpretado por Kenzari) que busca la Corona de Sabbac, que su antepasado no pudo reclamar debido a Teth-Adam. Después de ser asesinado por Teth-Adam en el presente, el espíritu de Gregor llega a la Roca de la Finalidad, donde recibe el poder de Satanás, Aym, Belial, Belcebú, Asmodeo y Crateis para servir como su campeón. Sin embargo, Teth-Adam mata a Gregor una vez más con la ayuda de la Sociedad de la Justicia de América.[11]